# Nikola Popović
Nikola Popović (Servisch: Никола Поповић) Banja Luka, 19 juli 1997) is een Servisch basketballer.

## Carrière
Popović speelde in de jeugd van KK Crvena zvezda maar maakte al snel de overstap naar Amerika waar hij eerst high school en dan collegebasketbal speelde. Hij speelde van 2016 tot 2020 voor de Boston College Eagles. Hij werd niet gekozen in de NBA draft van 2020 en keerde terug naar Europe en ging spelen voor KK Crvena zvezda. Hij werd eerst nog kort uitgeleend aan KK FMP. In 2021 maakte hij het seizoen af bij het Iraanse Chemidor Tehran BC.
Voor het seizoen 2021/22 tekende hij een contract bij het Belgische Okapi Aalst waar hij anderhalf seizoen zou spelen. Hij verlengde na een seizoen zijn contract en in januari 2023 verliet hij Aalst en ging spelen voor de Litouwse eersteklasser KK Lietkabelis. Voor het seizoen 2024/25 tekende hij bij de Hongaarse eersteklasser Falco KC Szombathely. In juli 2025 tekende hij een contract bij het Bosnische KK Igokea.

### Nationale ploeg
Popović speelde in verschillende jeugdcategorieën voor de Servische nationale ploeg.